# Ford Ranger Cup 2006/07
Der Ford Ranger Cup 2006/07 war die 38. Austragung der nationalen List A Cricket-Meisterschaft in Australien. Der Wettbewerb wurde zwischen dem 11. Oktober 2006 und 25. Februar 2007 zwischen sechs australischen First-Class-Vertretungen der Bundesstaaten ausgetragen. Im Finale konnte sich Queensland mit 21 Runs gegen  Victoria durchsetzen.

## Format
Die sechs Mannschaften spielten in einer Gruppe jeweils acht Spiele gegen die anderen Mannschaften. Für einen Sieg gibt es vier Punkte, für ein Unentschieden oder No Result zwei und für eine Niederlage keinen Punkt. Ein Bonuspunkt wird vergeben, wenn bei einem Sinn die eigene Runzahl die des Gegners um das 1,25-fache übersteigt, ein weiterer, wenn sie sogar mehr als das Doppelte des Gegners beträgt. Des Weiteren ist es möglich, dass Mannschaften Punkte abgezogen bekommen, wenn sie beispielsweise zu langsam spielen. Der Gruppenerste und -zweite qualifiziert sich für das Finale.

## Resultate

### Gruppenphase
Tabelle
| Teams             | Sp. | S | N | U | R | NR | BP | Ded | Punkte | NRR    |
| ----------------- | --- | - | - | - | - | -- | -- | --- | ------ | ------ |
| Victoria          | 10  | 7 | 3 | 0 | 0 | 0  | 4  | 0   | 32     | +0.603 |
| Queensland        | 10  | 6 | 4 | 0 | 0 | 0  | 2  | 0   | 26     | +0.081 |
| Western Australia | 10  | 5 | 5 | 0 | 0 | 0  | 2  | 0   | 22     | +0.316 |
| South Australia   | 10  | 5 | 5 | 0 | 0 | 0  | 1  | 0   | 21     | −0.087 |
| Tasmanien         | 10  | 4 | 6 | 0 | 0 | 0  | 1  | 0   | 17     | −0.502 |
| New South Wales   | 10  | 3 | 7 | 0 | 0 | 0  | 1  | 0   | 13     | −0.445 |

## Finale
| 25. Februar Scorecard | Melbourne | Queensland 274-5 (50)          | – | Victoria 253-9 (50) |
|                       |           | Queensland gewinnt mit 21 Runs |   |                     |